# Rashidia
Rashidia is een geslacht van rechtvleugeligen uit de familie veldsprinkhanen (Acrididae). De wetenschappelijke naam van dit geslacht is voor het eerst geldig gepubliceerd in 1933 door Uvarov.

## Soorten
Het geslacht Rashidia  is monotypisch en omvat slechts de volgende soort:
- Rashidia perplexa (Uvarov, 1933)